# 1536
1536 (MDXXXVI) je bilo prestopno leto, ki se je po julijanskem koledarju začelo na soboto.

## Dogodki
- Francozi zavzamejo Savojo in Piemont.

## Rojstva
- 26. december - Yi Yulgok, korejski konfucijanski filozof († 1584)

## Smrti
- 15. marec - Pargali Ibrahim Paša, veliki vezir (* okoli 1495)
- 12. julij - Erazem Rotterdamski, nizozemski humanist, teolog in filozof (* 1466)